# John L. Hennessy
John Leroy Hennessy est un informaticien américain né le 22 septembre 1952. Il est le président de l'Université Stanford, en Californie, de 2000 à 2016. Il est, avec David Patterson, co-lauréat du prix Turing 2017 pour avoir été pionnier d'une approche systématique et quantitative de la conception et de l'évaluation de l'architecture de processeur ayant un impact durable sur l'industrie des microprocesseurs.
En février 2018, il est nommé président du conseil d'administration d'Alphabet Inc., l'entreprise parente de Google.